# Folke Diurlin
Folke Birger Diurlin, född 6 september 1903 i Hedvig Eleonora församling i Stockholms stad, död 8 maj 1983 i Strängnäs domkyrkoförsamling i Södermanlands län, var en svensk militär.
Diurlin avlade studentexamen i Göteborg 1924 och officersexamen vid Kungliga Krigsskolan 1926 samt utnämndes samma år till fänrik vid Skaraborgs regemente, där han 1931 befordrades till löjtnant. Han avlade 1938 intendenturexamen och överfördes som löjtnant till Intendenturkåren samma år. Han var 1938–1942 intendent vid Karlsborgs luftvärnsregemente, befordrad till kapten 1939. Han var chef för Intendenturtruppernas officersaspirant- och krigskassörsskola 1942–1944. År 1944 befordrades han till major, varefter han var sektionschef vid Arméförvaltningen 1944–1947, lärare vid Kungl. Krigshögskolan 1947–1949 och intendent vid staben i III. militärområdet 1949–1951. Han befordrades 1951 till överstelöjtnant och var 1951–1955 chef för Intendenturförvaltningsskolan. Han tjänstgjorde 1955–1963 vid Arméintendenturförvaltningen: som sektionschef 1955–1957 och efter befordran till överste 1957 som byråchef 1957–1963. Han var 1963–1968 byråchef vid Försvarets intendenturverk tillika chef för Intendenturkåren (från 1966 Försvarets intendenturkår). År 1968 erhöll han generalmajors grad och inträdde i reserven.
Folke Diurlin invaldes 1960 som ledamot av Kungliga Krigsvetenskapsakademien.
Folke Diurlin var son till sjökapten Gustaf Diurlin och dennes hustru Gerda, född Wahlquist. Folke Diurlin var 1936–1939 gift med författarinnan Gunnel Vallquist och från 1939 med Margit, född Tillberg (1916–1992), dotter till Henrik Tillberg. Folke Diurlin var tvillingbror med Yngve Diurlin. Makarna Diurlin är begravda på Södra kyrkogården i Strängnäs.

## Utmärkelser
- Riddare av första klass av Svärdsorden, 1946.[4]
- Kommendör av Svärdsorden, 21 november 1963.[5]
- Kommendör av första klass av Svärdsorden, 6 juni 1966.[6]